# Комотини
Комотини́ (греч. Κομοτηνή), Гюмюрджина (тур. Gümülcine, болг. Гюмюрджина) — город на северо-востоке Греции, административный центр общины (дима) Комотини, периферийной единицы Родопи, а также периферии Восточной Македонии и Фракии. Город расположен на высоте 44 метра над уровнем моря на Фракийской равнине, в исторической области Западной Фракии, у подножия Родопских гор неподалёку от вершины Папикион, в 378 километрах к северо-востоку от Афин и 213 километрах к северо-востоку от Салоник. Население 50 990 жителей по переписи 2011 года. Является административным центром Маронийской и Комотиниской митрополии Элладской православной церкви.
Впервые упоминается византийским историком Никифором Григорой (1296—1366) как Комотина́ (Κομοτηνά) и Комотини, и императором Иоанном VI Кантакузином (1347—1355) как Кумудзина́ (Κουμουτζηνά). В 1913 году кратковременно выполнял функции столицы мусульманского государственного образования, получившего название Гюмюрджинская республика.
Старая городская планировка отличается от современных городских кварталов.

## Транспорт
Ближайшие аэропорты к Комотини — «Димокритос» в городе Александруполисе, в 54 километрах к юго-востоку от Комотини, и «Мегас Александрос» в Кавале, в 70 километрах к юго-западу. У города имеется железнодорожная и автобусная станции, связывающие Комотини с другими греческими городами, а также Стамбулом.
К югу от города проходит автострада 2 «Эгнатия», часть европейского маршрута E90. Через город проходит национальная дорога 2. К востоку от города проходит автострада 23, которая связывает Комотини с болгарской границей в Нимфее.

## Название города
До сих пор неизвестно доподлинное происхождение названия города. По одной из версий, город унаследовал название посёлка или деревни, стоявшей на его месте. По другой, Комотина являлась названием местности.
Название, как и сам город, были изменены в ходе османского завоевания. Бытовавшее тогда название захватчики не смогли произнести правильно, и после неоднократных изменений остановились на Гюмюрджина, имени, которое носил город в течение всего периода турецкого господства.
После снятия османского ига, город получил современное название — Комотини.

## История

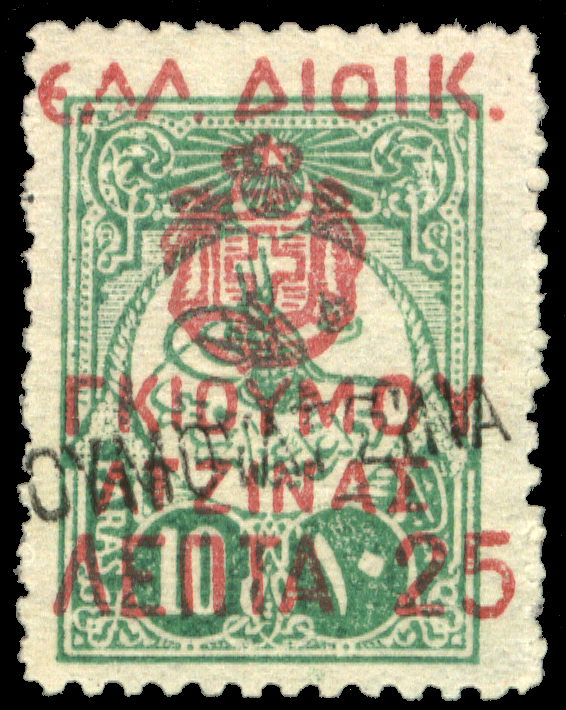
Местная марка вышла во время захвата города греческой армией в 1913 г.

Археологические раскопки показали, что первые поселения на территории Комотини были ещё в эпоху палеолита. В XXI веке до н. э. область уже была населена древними фракийцами. В течение VII века до н. э. в область хлынули колонисты из Центральной Греции и островов Эгейского моря, обосновывающиеся вдоль побережья. Это было время когда основываются поселения Марония, Дикея, Авдира, Месимвира и Энос, которые постепенно становятся и важными коммерческими центрами. Однако влияние образа жизни колонистов на местную культуру было настолько велико, что это постепенно сформировало общую национально-культурную специфику данной области.
В IV веке до н. э. Фракия была завоёвана войсками Александра Македонского. Затем история города тесно переплеталась со строительством и эксплуатацией Эгнатиевой дороги, соединяющей Константинополь с адриатическим побережьем. Римский император Феодосий I построил маленькую крепость в районе дороги, где она пересекается с маршрутом, ведущим на север через родопские хребты к Филиппополису. К XII веку крепость была оставлена. В 1207 году, после разрушения селения болгарским царем Калояном, оставшееся в живых население сбежало и спряталось за стенами оставленной крепости. Иоанн VI Кантакузин в своём труде «Хроника Византийской гражданской войны» начала XIV века впервые упоминает о месте, где сейчас расположен Комотини, называя его Кумутзина.

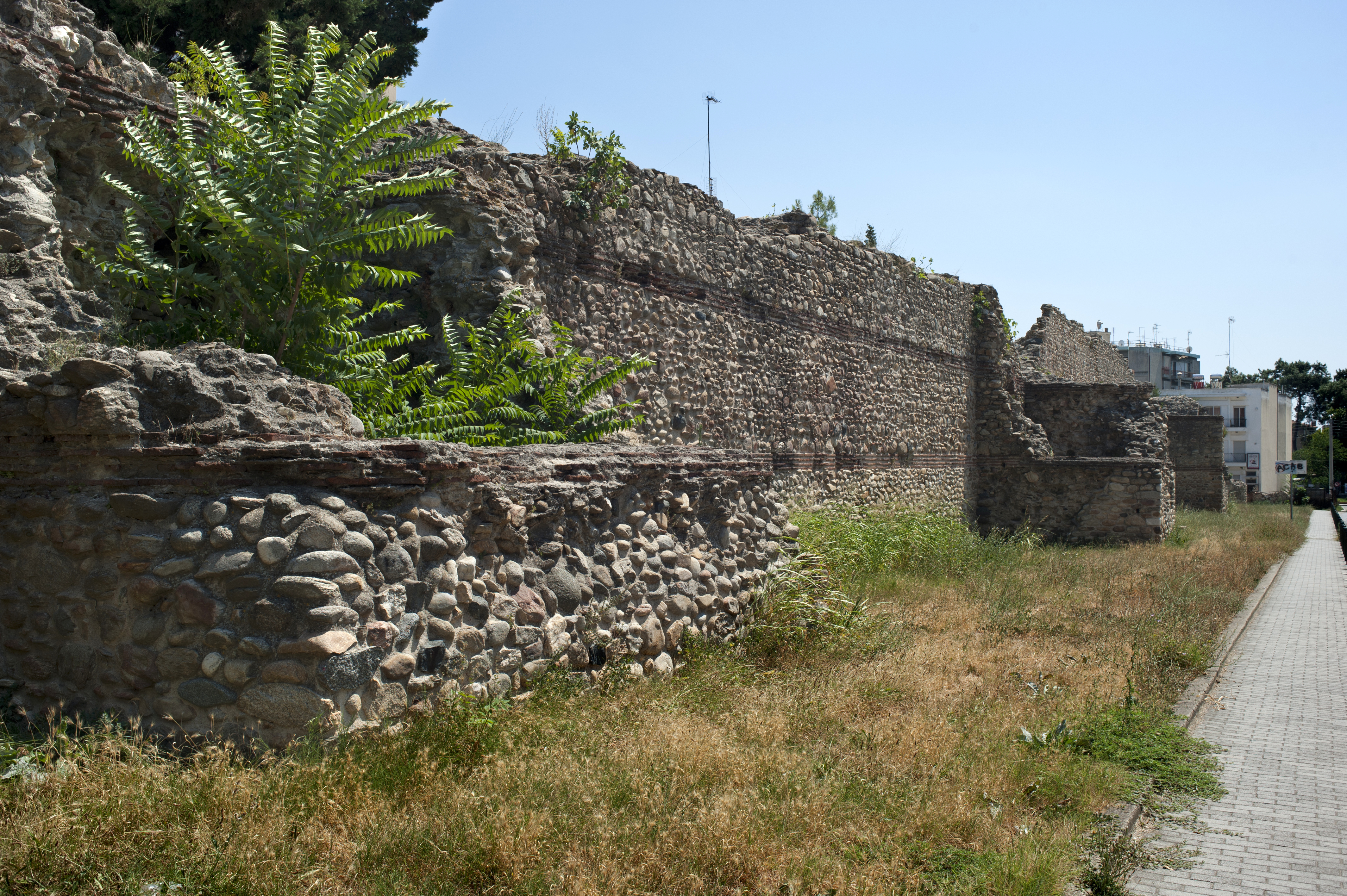
Византийская крепость Комотини.

В 1372 году город был захвачен османами под предводительством Хаджи Эвренос-бея. С той поры городской этнос стал весьма разнообразным. В городе начали селиться турки, евреи, армяне и болгары. Сам город стал важным связующим звеном между Константинополем и провинциями Османской империи, находящимися в Европе.
Во время Первой Балканской войны болгарские войска захватили город, однако под натиском греческой армии во время Второй Балканской войны 14 июля 1913 года город болгарами был оставлен. Тем не менее, по Бухарестскому миру город Болгарии был возвращён. Несмотря на протесты греческого населения, город оставался частью Болгарии до конца Первой мировой войны. В 1913 году кратковременно выполнял функции столицы мусульманского государственного образования, получившего название Гюмюрджинская республика. В 1919 году, после Первой мировой войны, наряду с остальной частью Западной Фракии, город стал частью Греческой республики.

## Образование

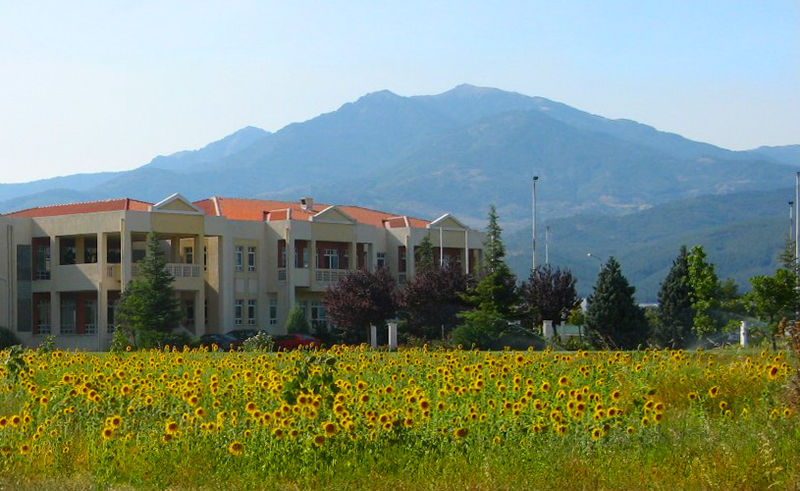
Фракийский университет «Демокрит»

В городе около 20 начальных школ, 7 гимназий или неполных средних школ, 4 школы с полным средним образованием (ликей), а также техникум.
Комотини — популярный университетский город на Севере Греции, известный своими высокими стандартами образования. В 1973 году в Комотини построен Фракийский университет «Демокрит» со следующими факультетами:
- Юридическая школа
- Международные экономические отношения и Отдел Развития
- Физкультура и Спорт
- История и Этнология
- Греческая литература
- Социальная Администрация
- Международные финансовые отношения и Развитие
- Языки, Литература и Цивилизация Черноморских стран

В 2009 году планируется ввести два новых факультета: деловой менеджмент и политика.
У Комотини, как и любого университетского городка, есть постоянно изменяющееся население, состоящее приблизительно из 5—10 тысяч студентов, и главная часть общественной жизни города вращается вокруг этого. Основание Фракийского университета имело существенное положительное влияние на всю городскую агломерацию.
В городе имеется полицейская академия, расположенная в 7 километрах от Комотини по дороге на Ксанти.

## Достопримечательности

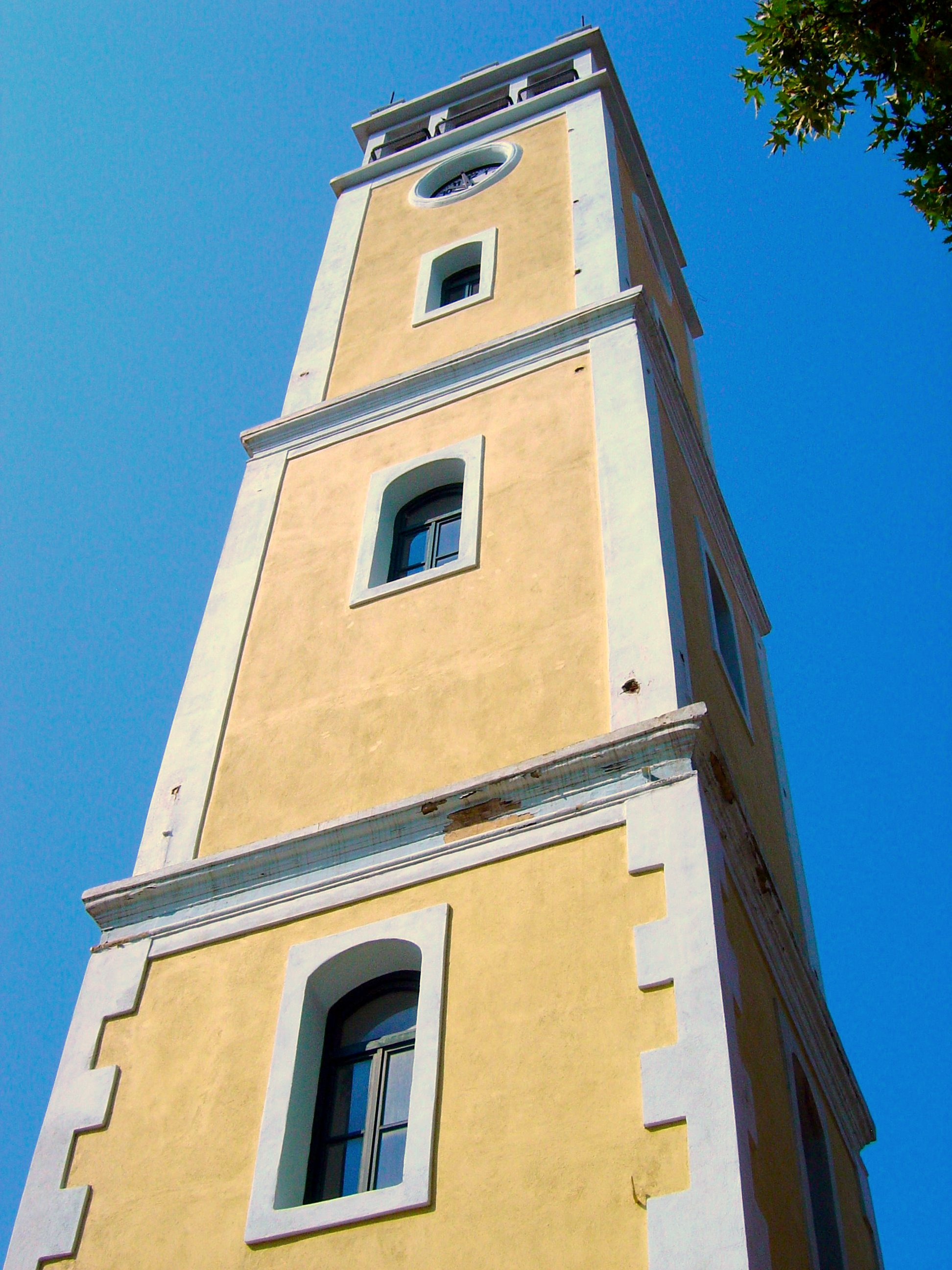
Часовая башня

Главной достопримечательностью города считается византийская крепость, внутри которой находится византийский храм Успения Богородицы. Помимо крепости, главными достопримечательностями города считаются имарет, где в Средневековье был расположен дом милосердия, природные заповедники региона Родопи, Греческая Гражданская школа им. Нестора Чанакли, ряд особняков середины XIX и начала XX веков принадлежавших местной знати, часовая башня и новая мечеть (Йени Джами), а также музеи: краеведческий, археологический музей, церковный музей Маронийской и Комотинийской митрополии, музей культурного фонда Н. Папаниколау, музей плетёных изделий «Рома», музей истории образования во Фракии.

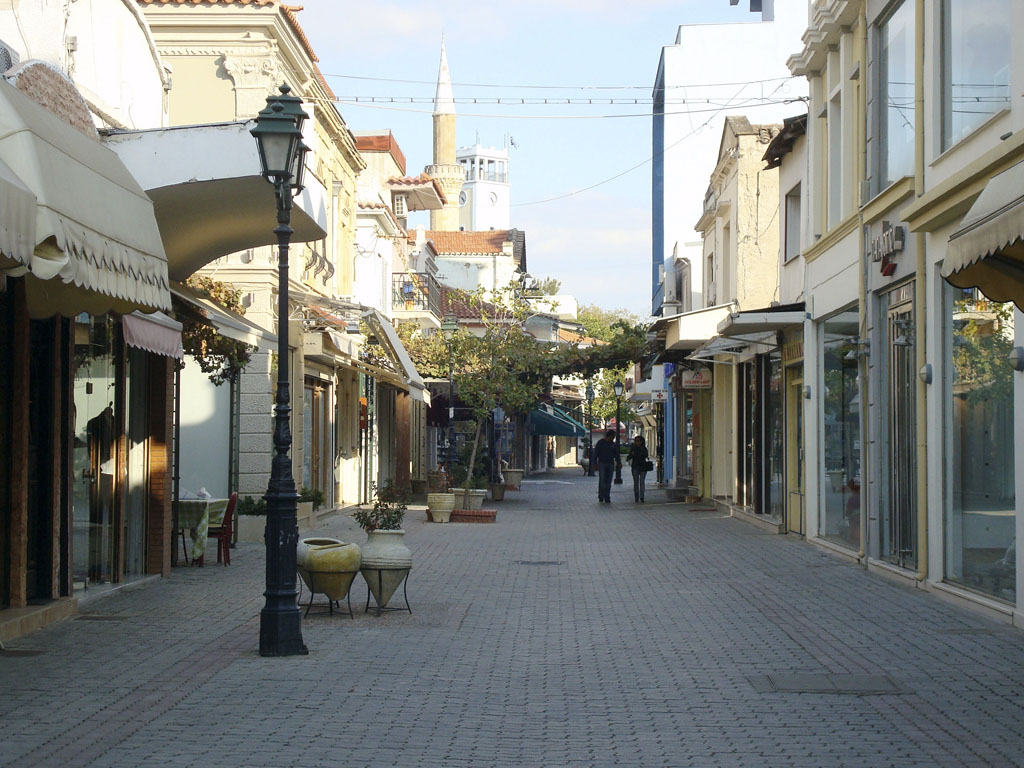
Центральная улица города

### Археологический музей
В музее выставлена большая экспозиция скульптуры, керамики, украшений, монет и других предметов, найденных во время раскопок на территории Фракии. Самый ценный и популярный экспонат — золотой бюст римского императора 161—180 гг. Марка Аврелия, найденный при раскопках крепости в Дидимотихоне. Среди культовых экспонатов множество старинных икон и церковной утвари.

### Этнографический музей
В музее экспонируются различные предметы повседневной жизни и труда — костюмы, украшения, вышивка сельскохозяйственные орудия, а также материалы по истории Фракии: документы, фотографии и прочее.

## Общинное сообщество Комотини
В общинное сообщество Комотини входят 8 населённых пунктов. Население 54 272 жителя по переписи 2011 года. Площадь 67,784 квадратного километра.
| Наименование       | Население (2011), человек |
| ------------------ | ------------------------- |
| Ифестос            | 1706                      |
| Комотини           | 50 990                    |
| Мега-Крановунион   | 149                       |
| Месохорион         | 119                       |
| Микрон-Крановунион | 159                       |
| Парадими           | 434                       |
| Схоли-Астиномиас   | 335                       |
| Ифанте             | 380                       |

## Население

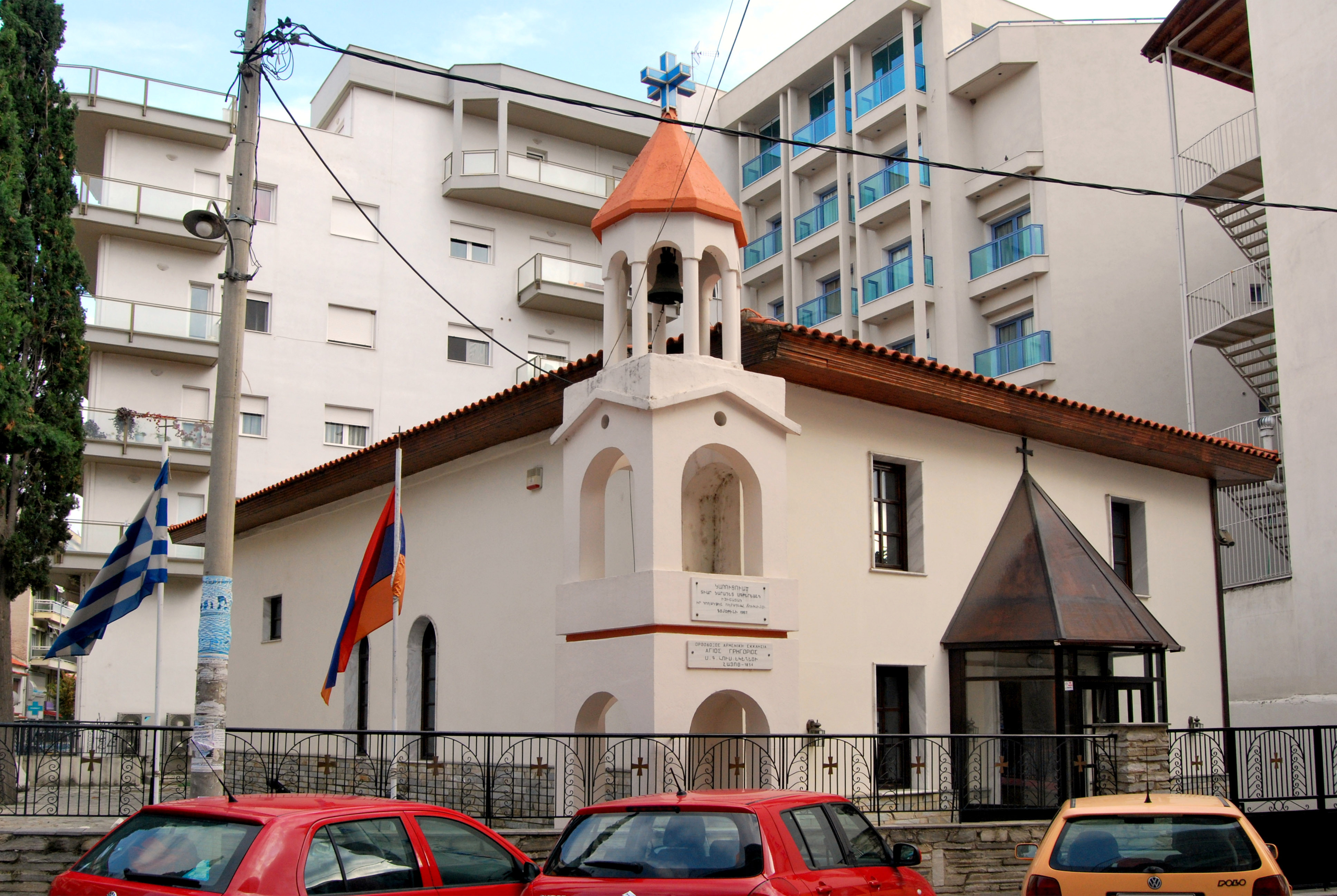
Армянская церковь.

Согласно переписи 2011 года, население города составляет 50 990 человек, в число которых не входит около 13 000 приезжих студентов Фракийского университета, стажёров и солдат.
| Год  | Население, человек |
| ---- | ------------------ |
| 1991 | 38 532             |
| 2001 | 44 421             |
| 2011 | ↗ 50 990           |

## Известные уроженцы
- Каратеодори, Константин (1873—1950) — великий немецкий математик греческого происхождения, родился в Берлине, но род его происходит из Комотини, здесь находится музей Каратеодори
- Хрисанф (архиепископ Афинский) (1881—1949) — митрополит Трапезундский (1913—1925), Патриарх Афинский (1938—1941), во время занятия Трапезунда русской армией (апрель 1916—март 1918 гг.) был во главе временного правительства.
- Грозос, Апостолос (1892—1981) — председатель ЦК Компартии Греции 1957—74 гг.
- Мантулис, Ровирос (род. 1929) — известный греческий кинорежиссёр.